# Kıvanç Haznedaroğlu
Kıvanç Haznedaroğlu (ur. 1 stycznia 1981 w Ankarze) – turecki szachista i trener szachowy, arcymistrz od 2009 roku.

## Kariera szachowa
Pomiędzy 1996 a 2001 r. kilkukrotnie reprezentował Turcję na mistrzostwach świata i Europy juniorów w różnych kategoriach wiekowych. W 2000 r. wystąpił w drugiej reprezentacji kraju na rozegranej w Stambule szachowej olimpiadzie. W turniejach olimpijskich uczestniczył jeszcze trzykrotnie (już jako podstawowy reprezentant Turcji), w latach 2004, 2006 i 2008. Oprócz tego sześciokrotnie (w latach 1999–2009) brał udział w turniejach o drużynowe mistrzostwo Europy.
W 2001 r. zdobył w Ankarze brązowy medal indywidualnych mistrzostw Turcji, natomiast w 2003 r. zdobył w Stambule tytuł mistrza kraju. W 2004 r. zakwalifikował się do pucharowego turnieju o mistrzostwo świata, w I rundzie tych zawodów przegrywając z Władimirem Małachowem. Normy na tytuł arcymistrza wypełnił w Pardubicach (2007, dz. III m. za Vlastimilem Babulą i Viktorem Laznicką, wspólnie z m.in. Grzegorzem Gajewskim i Piotrem Bobrasem), Ołomuńcu (2007, I m.) oraz Retimnie (2009, dz. I m. wspólnie z m.in. Dmitrijem Swietuszkinem, Maksimem Turowem, Elshanem Moradiabadim i Antoanetą Stefanową). W tym samym roku został drugim w historii tureckim szachistą (pierwszym był Suat Atalık, nie licząc Michaiła Gurewicza), który otrzymał ten tytuł. W 2011 r. zdobył w Kownie tytuł indywidualnego mistrza NATO.
Najwyższy ranking w dotychczasowej karierze osiągnął 1 maja 2017 r., z wynikiem 2510 punktów.